# Selenia fulvolunaria
Selenia fulvolunaria är en fjärilsart som beskrevs av Eugen Johann Christoph Esper 1801. Selenia fulvolunaria ingår i släktet Selenia och familjen mätare. Inga underarter finns listade.